# Temple de Songgwangsa
Le temple de Songgwangsa est un temple bouddhique situé dans la région de Suncheon. Ce temple contient plusieurs attractions dédiées aux touristes, celles-ci permettent aux visiteurs de se promener dans le parc de Jogyesan (en) dans la province de Jeollanam-do. Il s'y trouve un village touristique situé à l’entrée du temple.

## Construction et histoire du temple

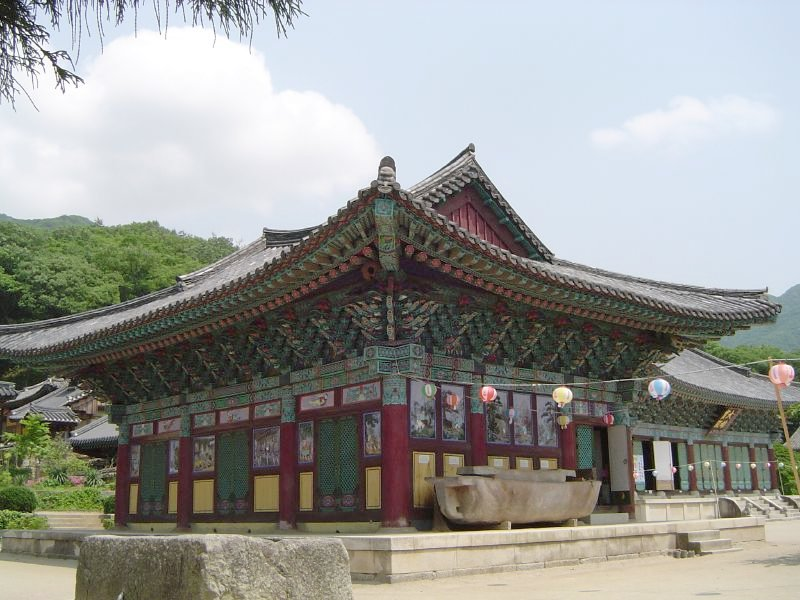
Temple de Songgwangsa.

On ne sait que très peu d’informations sur la construction et l'histoire de ce temple, mais, pendant le règne de la dynastie Silla, un temple nommé Gilsangsa existait à la place du temple actuel et la montagne sur laquelle il se trouvait s'appelait Songgwangsan.
En 1190, pendant la dynastie Goryeo, un moine du nom de Jinul a fondé une énorme communauté de monastères à l'est, appelée, « la communauté de retraite de concentration et de sagesse. Ce moine, Jinul, a donc fondé le nouveau et plus grand temple Suseonsa sur la propriété de Gilsangsa et a renommé Jogyesan (en) la montagne voisine, qui est aujourd’hui son nom actuel. 
Bien plus tard, le temple Suseonsa a été à son tour renommé Songgwangsa, ce qui était proche de l’ancien nom de la montagne.
Chez les bouddhistes, Jinul a prédit une approche d'illumination soudaine, culture graduelle basée sur l'illumination issue de l'étude du Sutra de la guirlande de fleurs qui s'exfolient lentement grâce à la pratique du Seon (zen). Ce nouveau temple fondé par Jinul a été achevé en 1205, et le roi Huijong, qui aimait beaucoup Jinul et qui avait une grande estime pour lui, déclara 120 jours de célébration pour fêter ceci et en faire le nouveau précepteur de la nation. 
Jinul mourut en 1210, Songgwangsa est donc devenu un temple très important. Beaucoup d’autres moines coréens ont depuis eux aussi atteint l'illumination à Songgwangsa. 

## Service du temple et porte principale
Actuellement, les moines de ce temple sont très honorés, parce que cela signifie qu’un moine de ce temple a acquis le même savoir ancestral que ses prédécesseurs.
Le temple de Songgwangsa possède un très grand parc parfumé avec du pin et ce temple possède aussi de nombreux trésors nationaux officiels.
À l’entrée, se trouve la porte des quatre rois célestes, construite en 1628, elle fait peut-être partie de la reconstruction du temple due à l’invasion des Japonais en Corée du sud en 1590.

## Trésors
Près de cette grande porte se trouve un très grand bol de riz datant du début du XVIIIe siècle, conçu pour nourrir les visiteurs lors des rituels nationaux.
Plusieurs autres trésors sont présents sur l’ensemble du site religieux tels qu’un petit triptyque en bois portable et un livre provenant du Tibet et qui aurait été donné par Kubilaï Khan. Aussi, il y a un édit du roi Gojong de la dynastie Goryeo qui proclame un moine du nom de Hyegam comme précepteur de la nation.
De nombreuses lanternes en couleurs décorent l’extérieur du temple.

## Principaux bâtiments historiques
Songgwangsa possède aussi de nombreux bâtiments tels que le Guksajeon, construit en 1369 mais reconstruit plusieurs fois, il contient de nombreux portraits originaux des 16 précepteurs de la nation originaires de Songgwangsa. 
Un dortoir, très ancien que les moines utilisaient, se nomme Hasadang, il a été construit en 1461 et reconstruit pour la dernière fois en 1899. Il est reconnaissable par une grande ouverture ventilatoire sur son toit et elle ressemble à un belvédère.